# Septoria acerina
Septoria acerina är en svampart som beskrevs av Peck 1873. Septoria acerina ingår i släktet Septoria och familjen Mycosphaerellaceae.   Inga underarter finns listade i Catalogue of Life.